# Cheers (musikalbum)
Cheers är rapparen Obie Trice första album, utgivet 2003. Artister som Eminem, D12, Timbaland, Dr. Dre och Nate Dogg gästar på skivan. 

## Låtlista
1. "Average Man" - 4:16
2. "Cheers" - 3:34
3. "Got Some Teeth" - 3:47
4. "Lady" (feat. Eminem) - 4:45
5. "Don't Come Down" - 5:11
6. "The Set Up" (feat. Nate Dogg) - 3:13
7. "Bad Bitch" (feat. Timbaland) - 4:09
8. "Shit Hits the Fan" (feat. Dr. Dre, Eminem) - 4:52
9. "Follow My Life" (feat. Nate Dogg) - 3:55
10. "We All Die One Day" (feat. G-Unit, Eminem) - 5:29
11. "Spread Yo Shit" (feat. Kon Artis) - 4:03
12. "Look in My Eyes" (feat. Nate Dogg) - 4:50
13. "Hands on You" (feat. Eminem) - 5:12
14. "Hoodrats" - 4:12
15. "Oh!" (feat. Busta Rhymes) - 4:30
16. "Never Forget Ya" - 4:27
17. "Outro" (feat. D12) - 4:02